# Adoryphorus canei
Adoryphorus canei är en skalbaggsart som beskrevs av Phillip B. Carne 1957. Adoryphorus canei ingår i släktet Adoryphorus och familjen Dynastidae. Inga underarter finns listade i Catalogue of Life.